# Puerto Limón
Puerto Limón ou Limón est une ville costaricienne, chef-lieu de la province du Limón. Il s'agit du plus important port du pays, situé sur la côte caraïbe et véritable centre économique et politique de toute la région. Sa population est estimée à 58 522 habitants en 2012.

## Histoire
Le canton était peuplé de tribus indigènes avant l'arrivée des Espagnols. Le 25 septembre 1502, l'amiral Christophe Colomb arriva sur la côte de Limon, lors de son quatrième et dernier voyage. Ses caravelles mouillèrent près de l'île de Quiribrí, aujourd'hui appelée Uvita, que Colón a baptisée La Huerta en raison de la diversité de sa flore.
Limon a été officiellement fondée en 1854 par Philipp J. J. Valentini avec le soutien du gouvernement de l'époque. Puis le décret 27 du 6 juin 1870 a créé le district de Limón et le décret 61 du 25 juillet 1892 a donné naissance à la municipalité.
En 1871, les travaux de construction du chemin de fer atlantique reliant San José à Puerto Limón ont pour but de faciliter les exportations de café du Costa Rica vers l'Europe. Un an plus tard, les premiers immigrants jamaïcains arrivèrent pour travailler sur les chantiers ferroviaires, apportant leur langue, leur culture, leur religion et leur gastronomie. La construction ferroviaire s'achève en 1890, réalisant l'union de la côte caraïbe avec le reste du Costa Rica.
Puerto Limón a été victime d'un violent séisme de magnitude 7,6 en 1991. Il y eut 47 morts, 7439 sans abris. Une raffinerie de pétrole du port prit feu. La ligne de chemin de fer Turrialba - Limón fut sérieusement endommagée, et la liaison ferroviaire avec la capitale costaricienne San José fut abandonnée.

## Infrastructures, Industrie
En 1871, l'ingénieur et architecte Ángel Miguel Velázquez Vidaurre élabora les plans de la ville de Limón, avec de larges avenues. Elle est ainsi la seule ville du Costa Rica à avoir eu un plan d'urbanisme à la fin du XIXe siècle.
La ville est séparée de la mer par une jetée appelée Tajamar qui borde toute la zone urbaine. Elle a connu une explosion démographique, la province de Limón ayant le taux de croissance démographique le plus élevé du Costa Rica.
Depuis 1989, une route moderne relie San José à Puerto Limón.

Une raffinerie de pétrole se trouve à 8 kilomètres de la ville et fait partie du complexe portuaire de Moín.
Moin est l'un des ports les plus importants au niveau national, car il relie le pays au commerce européen, africain et à l'est des États-Unis. Ses activités économiques reposent sur l'exportation de bananes, d’ananas, d'avocats, de café. Le terminal à conteneurs de Moín est le plus grand du pays.

## Éducation, culture, patrimoine
La ville compte une université publique et quelques universités privées ainsi que de nombreuses écoles et lycées.
À côté de l'espagnol, la langue officielle, le mekatelyu (anglais des Caraïbes) ou créole limonéen est parlé par la population d'ascendance afro-caribéenne. Jusqu'en 1948, le gouvernement du Costa Rica ne reconnaissait pas les Afro-caribéens en tant que citoyens et limitait leurs déplacements hors de la province de Limón. À la suite de cette "interdiction de voyager", cette population afro-caribéenne s'est solidement implantée dans la région. 

La ville de Limón compte des bâtiments de style victorien-caribéen adaptés au climat chaud et humide de la région. Ce style se caractérise par de hauts plafonds avec des ornements en bois comme de la dentelle, des couloirs généreux, des tourelles, des balustrades et des systèmes de ventilation transversale pour atténuer les sensations de chaleur et d’humidité caractéristiques de la région. Des piles ont également été intégrées pour élever le bâtiment en cas d'inondations et des moustiquaires pour contrôler la présence d'insectes.
La nouvelle cathédrale de Limón, Sagrado Corazón de Jesús, désormais achevée, est considérée comme l'une des plus modernes d'Amérique latine. La tour de son clocher atteint une hauteur de 55 à 60 mètres, ce qui la rend visible depuis le port.

Mais un pourcentage élevé de la population de Limón pratique d'autres cultes. C'est la région du Costa Rica où la diversité religieuse est la plus grande.

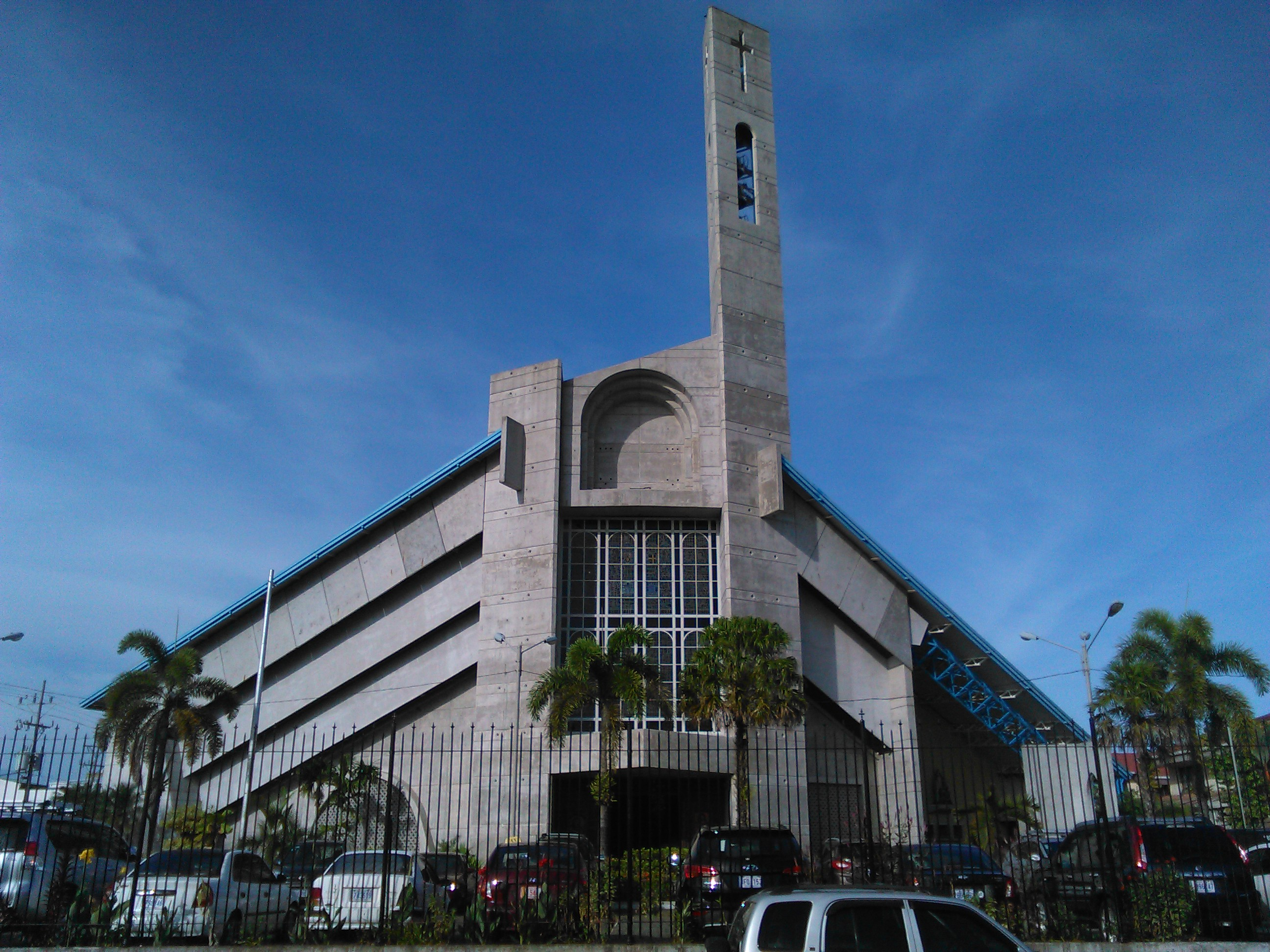
La cathédrale de Limón Sagrado Corazón de Jesús
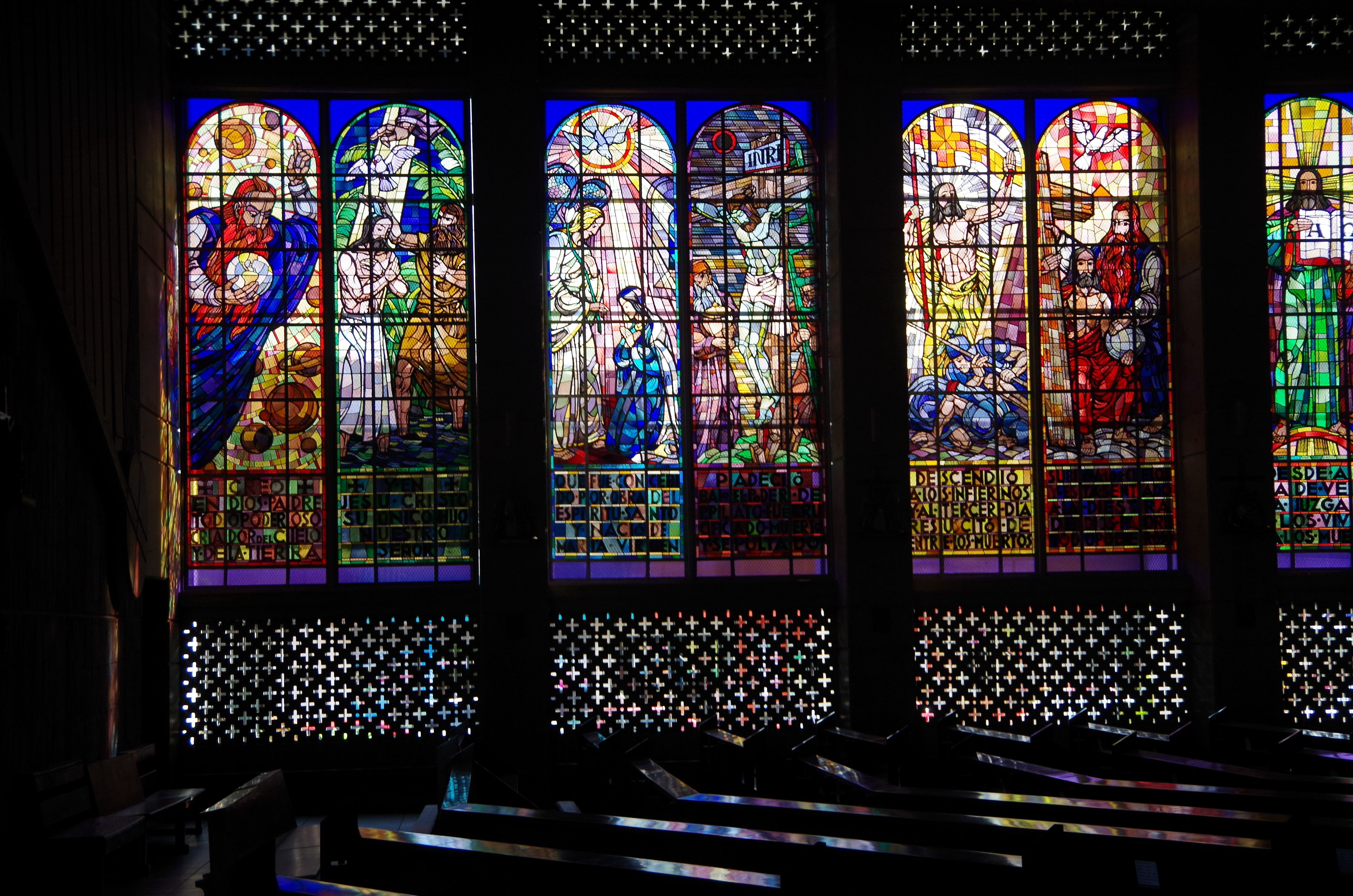
Vitraux de la cathédrale de Limón.
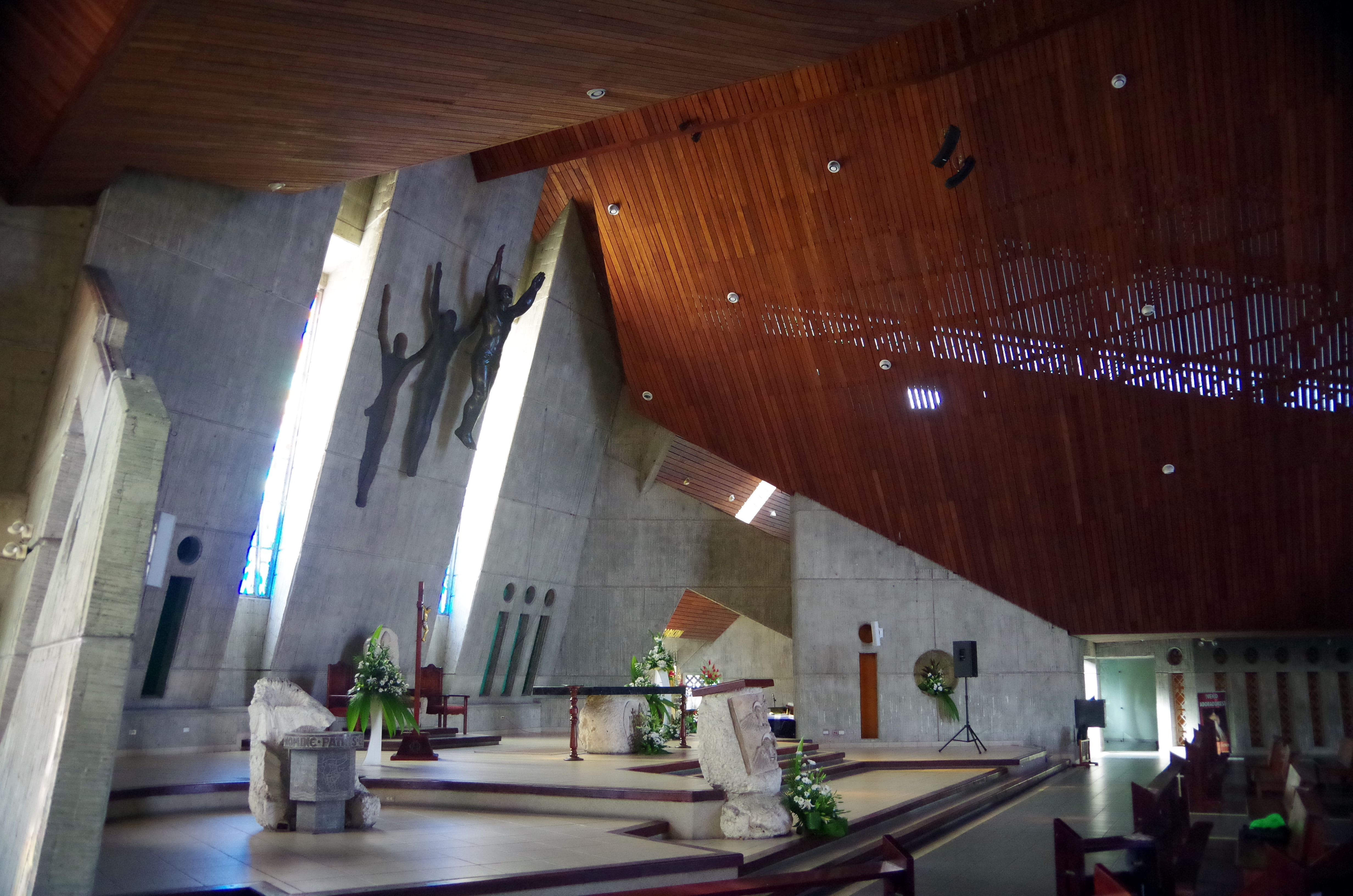
Intérieur de la cathédrale de Limón.
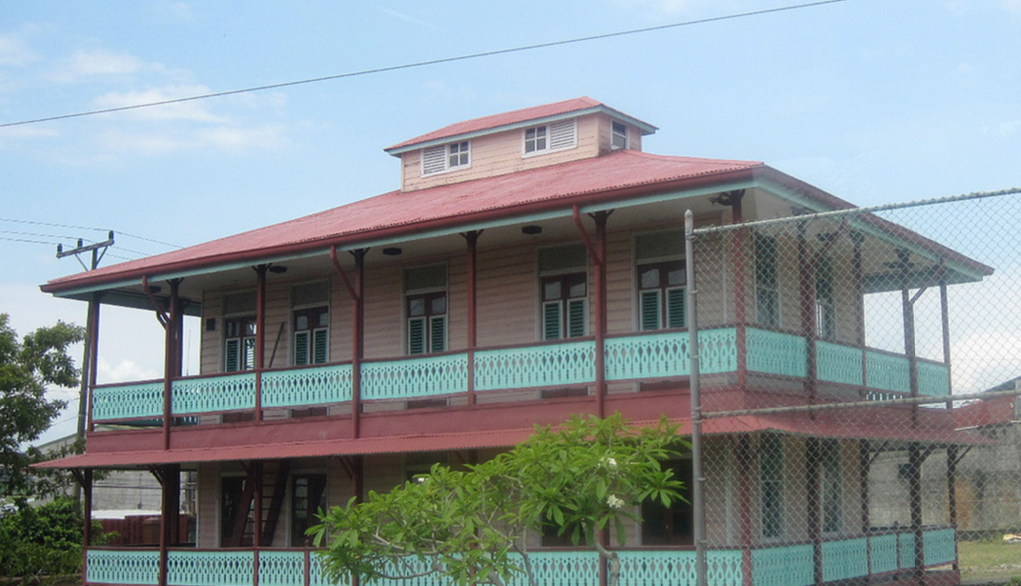
Église baptiste construite en 1887, à l'arrivée des Jamaïcains.

## Tourisme
Au sud de la ville se trouvent quelques-unes des plus belles plages du Costa Rica : Cahuita, Puerto Viejo, Cocles, Gandoca, Manzanillo, etc. Au nord, le Parc National de Tortuguero, traversé par des canaux naturels, constitue la plus importante zone de ponte des tortues vertes de l'ouest des Caraïbes.